# Isák
Isák (stilisiert als ISÁK) war eine norwegisch-samische Band. Die Musikgruppe bestand aus der Sängerin Ella Marie Hætta Isaksen, dem Produzenten Daniel Eriksen und dem Schlagzeuger Aleksander Kostopoulos.

## Geschichte
Die Band wurde im Frühjahr 2017 von Isaksen, Eriksen und Kostopoulos gegründet, nachdem sich diese im Jahr zuvor erstmals trafen. Ella Marie Hætta Isaksen war zuvor bereits als Joikerin und Sängerin erfolgreich und gewann mehrere Gesangswettbewerbe. Die Musik der neuen Band beschrieben sie als eine Mischung aus Joik und britischer elektronischer Musik. Als erste Single veröffentlichte die Band das Lied Čurves munnje. Die Lieder der Band hatten sowohl englische als auch samische Texte.
Im Februar 2018 gewannen Isák den samischen Newcomer-Wettbewerb NRK Urbi. Dadurch wurde ihre Musik beim Radiosender NRK P3 gespielt und die Band erhielt die Möglichkeit beim samischen Musikfestival Riddu Riđđu aufzutreten. Ebenfalls im Februar 2018 gewann die Band bei den Sami Music Awards in der Kategorie „Newcomer des Jahres“. Im selben Jahr erhielt die Band einen Plattenvertrag beim Label Little Big Music, das unter anderem mehrere bekannte norwegische Musiker wie Cezinando und Emilie Nicolas unter Vertrag hatte. Durch Isaksen Gewinn bei der Musikshow Stjernekamp im Herbst 2018 erhielt die Band weitere Aufmerksamkeit.
Im Frühjahr 2019 veröffentlichte die Gruppe ihr Debütalbum Ealán. Zum Ende des Jahres war die Band in der Kategorie „Newcomer des Jahres“ beim Musikpreis P3 Gull nominiert. In einer Zusammenarbeit mit Alan Walker und Steve Aoki entstand die 2020 veröffentlichte Single Lonely. Im Januar 2021 gab die Band mit Roasut ihr zweites Album heraus. Mit Sorry folgte eine weitere Single, die mit dem Musikproduzenten Alan Walker entstand. Im März 2023 gab Isák die EP Daughters of the Sun heraus.
Im Mai 2023 gab die Gruppe ihre bevorstehende Auflösung bekannt. Am 15. September 2023 veröffentlichte Isák das Live-Album Live at the Norwegian Opera. Ihr letztes Konzert spielte die Band Ende September.

## Auszeichnungen
- 2018: „Newcomer des Jahres“ bei Sami Music Awards
- 2019: Nominierung in der Kategorie „Newcomer des Jahres“ bei P3 Gull

## Diskografie

### Alben
| Jahr | Titel | Höchstplatzierung, Gesamtwochen, AuszeichnungChartsChartplatzierungen (Jahr, Titel, Platzierungen, Wochen, Auszeichnungen, Anmerkungen) | Anmerkungen |
| Jahr | Titel | NO | Anmerkungen |
| ---- | ----- | --- | ----------- |
| 2019 | Ealán | NO22 (1 Wo.)NO |             |

Weitere Alben
- 2021: Roasut
- 2023. Daughters of the Sun (EP)
- 2023: Live at the Norwegian Opera

### Singles
| Jahr | Titel Album      | Höchstplatzierung, Gesamtwochen, AuszeichnungChartsChartplatzierungen (Jahr, Titel, Album, Platzierungen, Wochen, Auszeichnungen, Anmerkungen) | Anmerkungen                    |
| Jahr | Titel Album      | NO | Anmerkungen                    |
| ---- | ---------------- | --- | ------------------------------ |
| 2019 | Are You Lonely – | NO19 (12 Wo.)NO | mit Steve Aoki und Alan Walker |
| 2021 | Sorry –          | NO8 (12 Wo.)NO | mit Alan Walker                |

Weitere Singles
- 2017: Čurves munnje
- 2017: Face the Truth
- 2017: Patience
- 2018: Elle (Cover von Mari Boine)
- 2018: In Comparison
- 2019: Ealán
- 2019: Make Room
- 2020: Ain Du
- 2020: I’ll Do My Best
- 2020: Son
- 2021: Dárbbašit du
- 2022: Oainnán du
- 2022: The Sun
- 2023: Mihkkalii
- 2023: Trespassing